# Salute in Cina

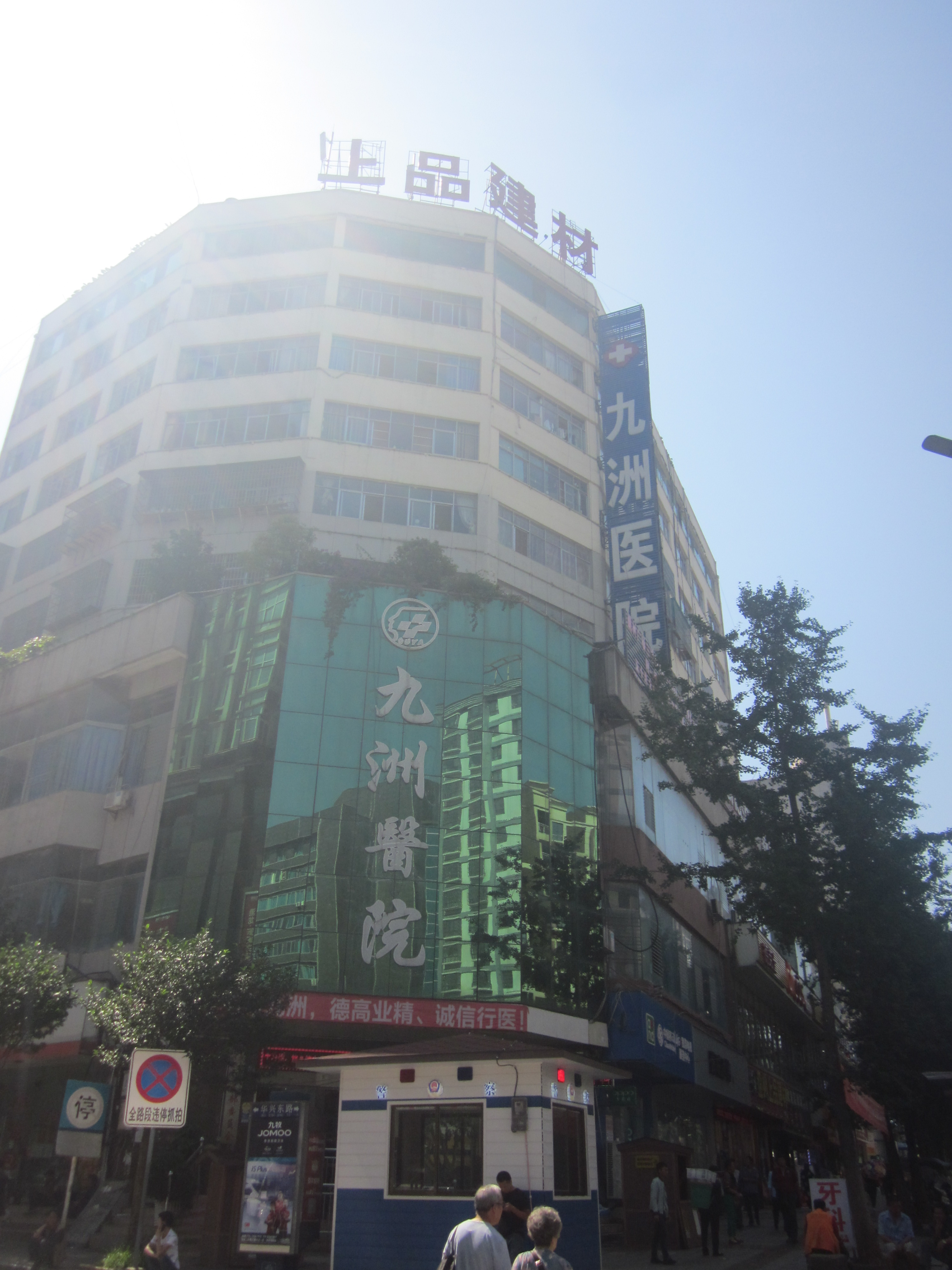
Ospedale Jiuzhou a Guizhou, Cina

Il governo cinese ha istituito il suo primo dipartimento della sanità a partire dal 1905. Con un organismo più centralizzato per la gestione dell'assistenza sanitaria, il Partito nazionalista cinese ha tentato di passare al metodo occidentale di fornitura di assistenza sanitaria fino al 1949.  Tuttavia, il sistema sanitario cinese ha subito una serie di cambiamenti in seguito alla rivoluzione comunista cinese e la successiva proclamazione della Repubblica popolare cinese nel 1949. Dal 1949 al 1976, Mao Zedong si concentrò sull'aumento della qualità e dell'accessibilità delle cure primarie e si mosse per migliorare l'assistenza sanitaria rurale all'alba della rivoluzione culturale.  Un segno caratteristico di questo cambiamento è stata l'introduzione del programma medico cooperativo rurale, oltre ai "medici scalzi" che si sono concentrati sulle cure primarie rurali. Quando Deng Xiaoping è salito al potere, il governo cinese è passato a un sistema sanitario maggiormente privatizzato.  Nel 2003, l'epidemia di SARS ha spinto la Cina a iniziare a esplorare nuovi metodi per la fornitura di assistenza sanitaria al fine di evitare una tale crisi in futuro.  La Cina ha tentato un'altra ristrutturazione del sistema sanitario e ha iniziato a dedicare più risorse alla fornitura di cure mediche.  Con il mutamento del sistema sanitario e lo sviluppo economico della Cina, le condizioni di salute tipiche della popolazione cinese hanno iniziato a spostarsi dalle malattie infettive verso le condizioni croniche. Tuttavia, molti problemi di salute affliggono la Cina per vari motivi. Ad esempio, le condizioni respiratorie si verificano a causa degli alti livelli di inquinamento atmosferico e la mancanza di servizi igienico-sanitari efficaci può causare problemi intestinali. Inoltre, l'epatite B è considerata una pandemia in Cina, a causa della sua prevalenza anormalmente alta rispetto ad altri paesi. Infine, anche le malattie legate al fumo sono comuni in Cina. I dati demografici della Cina possono anche dare un'idea della salute della popolazione di un paese. L'esame dei dati demografici rivela un elevato rapporto di dipendenza, il che significa che ci sono più persone a carico di quanti siano gli individui in età lavorativa che possono prendersi cura degli altri. Ciò può essere parzialmente attribuito alle politiche del figlio unico e dei due figli, che hanno limitato il numero di bambini che le coppie cinesi potevano avere negli ultimi decenni.  Non è possibile trarre conclusioni definitive sugli effetti sulla salute delle politiche, ma alcuni studiosi citano l'aumento degli aborti come effetto. Altri affermano che con meno bambini, le famiglie cinesi avevano più risorse per andare in giro e quindi le condizioni di salute sono migliorate.

## Igiene e sanificazione

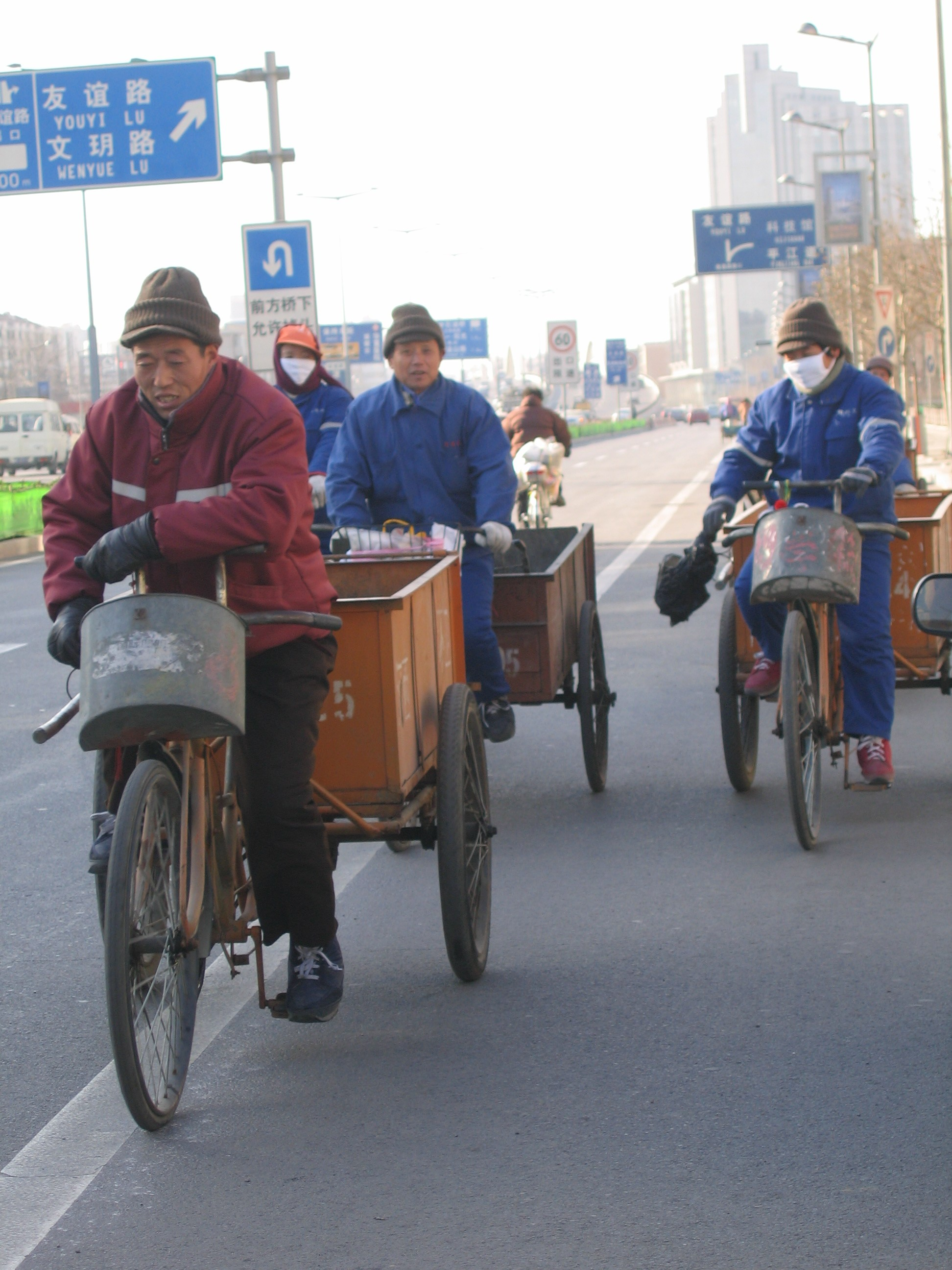
Lavoratori a Tianjin in bicicletta su tricicli igienico-sanitari

## Storia post-1949

### 1949-1976
L'enfasi sulla salute pubblica e sul trattamento preventivo ha caratterizzato la politica sanitaria dall'inizio degli anni '50. In quel momento il partito iniziò a mobilitare la popolazione per impegnarsi in "campagne di salute patriottica" di massa volte a migliorare il basso livello di sanificazione ambientale e igiene e a combattere alcune malattie. Uno dei migliori esempi di questo approccio sono stati gli attacchi di massa ai "quattro flagelli" - ratti, passeri, mosche e zanzare - e alle lumache portatrici di schistosoma. Particolari sforzi sono stati dedicati al miglioramento della qualità dell'acqua attraverso misure come la costruzione di pozzi e il trattamento dei rifiuti umani. Solo nelle città più grandi i rifiuti umani venivano smaltiti centralmente. Nelle campagne, dove i liquami sono sempre stati raccolti e usati nei campi come fertilizzante, erano una delle principali fonti di malattie. Dagli anni '50 sono stati implementati trattamenti rudimentali come lo stoccaggio in fosse, il compostaggio e la miscela con prodotti chimici. Come risultato degli sforzi preventivi, malattie epidemiche come il colera, la peste bubbonica, la febbre tifoide e la scarlattina sono state quasi sradicate. L'approccio della mobilitazione di massa si è rivelato particolarmente efficace nella lotta contro la sifilide, che sarebbe stata eliminata negli anni '60. L'incidenza di altre malattie infettive e parassitarie è stata ridotta e controllata.
I disordini politici e la carestia in seguito al fallimento del Grande balzo in avanti portarono alla carestia per 20 milioni di persone in Cina. A partire dal 1961, la ripresa ebbe politiche più moderate inaugurate dal presidente Liu Shaoqi che posero fine alla carestia e migliorarono l'alimentazione. L'avvento della Rivoluzione culturale indebolì il controllo delle epidemie, causando un ritorno delle malattie epidemiche e della malnutrizione in alcune aree.
Con la Rivoluzione culturale (1964-1976), Mao Zedong introdusse un nuovo approccio alla salute pubblica, soprattutto nelle zone rurali. Conosciuti come "sistemi sanitari cooperativi rurali", queste strutture fornivano assistenza sanitaria sovvenzionata ai residenti rurali.  Una caratteristica di questo sistema erano i medici scalzi, che ricevevano una minima formazione e poi consegnavano le cure primarie a coloro che ne avevano bisogno.  I medici scalzi furono un buon contributo ai sistemi sanitari primari in Cina durante la Rivoluzione culturale. Comprende tutti i principi dichiarati nell'assistenza sanitaria di base. La partecipazione della comunità è possibile perché la squadra è composta da operatori sanitari del villaggio della zona. C'è equità perché era più disponibile e combinava medicine occidentali e tradizionali. Il coordinamento intersettoriale si ottiene mediante misure preventive piuttosto che curative. Infine risulta completo utilizzando pratiche rurali piuttosto che urbane.

### 1976-2003

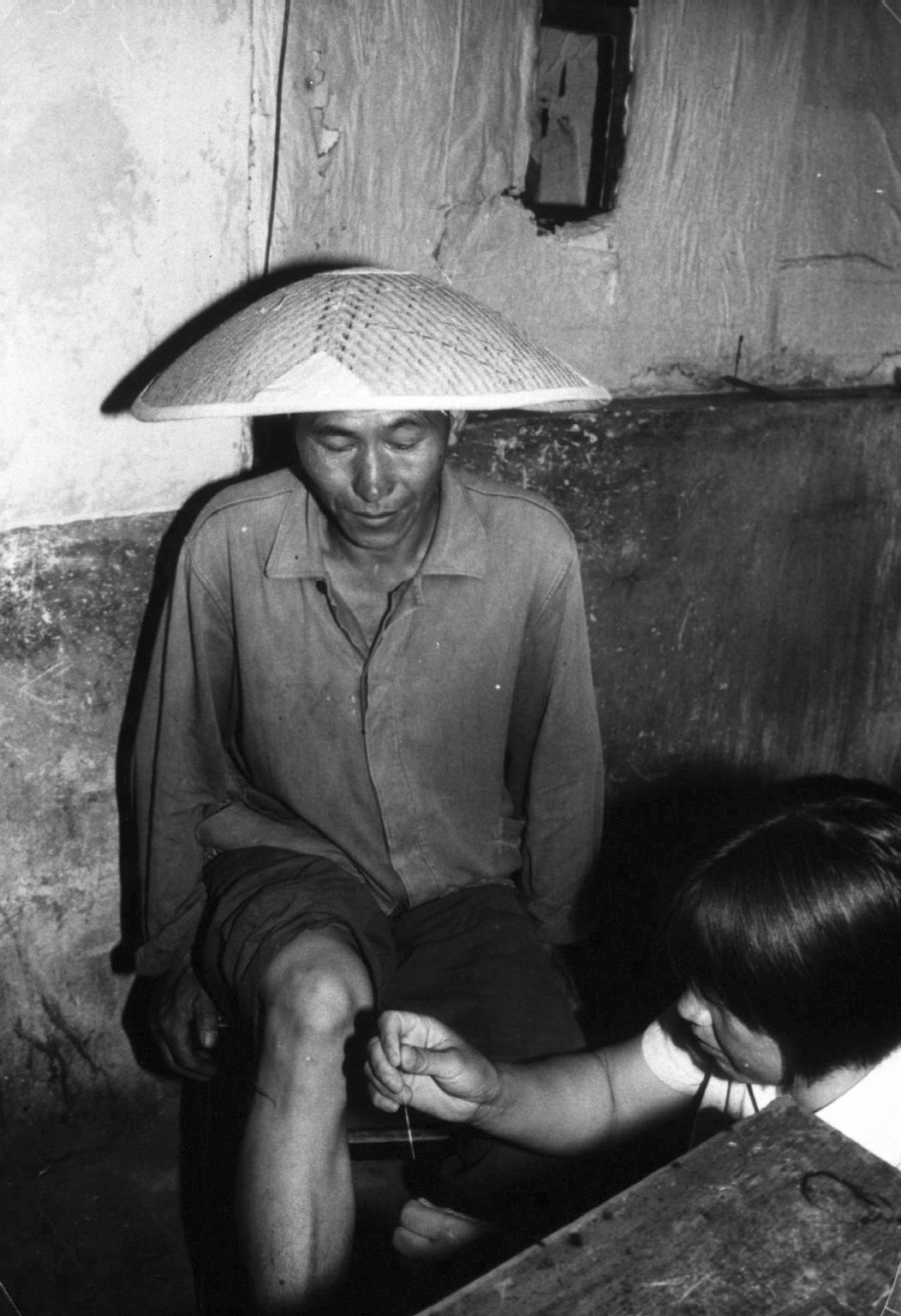
Una dottoressa cinese scalza usa i suoi aghi per curare un lavoratore della brigata di produzione

Il "sistema del medico scalzo" aveva sede nelle comuni popolari. Negli anni '80, con la scomparsa delle comuni popolari e del sistema medico cooperativo rurale, il sistema del medico scalzo perse le sue fondamenta e il suo finanziamento. Il governo cinese iniziò a spingere verso la privatizzazione della sanità e, di conseguenza, smise di fornire i finanziamenti necessari. Invece, secondo Blumenthal et al. (2005), le singole città dovevano ora assicurarsi che le persone ricevessero un'assistenza sanitaria adeguata, il che causò disparità tra le regioni più ricche e quelle più povere.  Inoltre, la decollettivizzazione dell'agricoltura ha determinato una diminuzione del desiderio da parte delle popolazioni rurali di sostenere il sistema di welfare collettivo, di cui l'assistenza sanitaria faceva parte. Nel 1984 i sondaggi mostrarono che solo il 40-45% della popolazione rurale era coperta da un sistema medico cooperativo organizzato, rispetto all'80-90% nel 1979.
Questo cambiamento comportò una serie di importanti conseguenze per l'assistenza sanitaria rurale. La mancanza di risorse finanziarie per le cooperative portò ad una diminuzione del numero di medici scalzi, il che fece sì che l'educazione sanitaria e le cure primarie e domiciliari ne pagassero le conseguenze e che in alcuni villaggi i servizi igienico-sanitari e l'approvvigionamento idrico fossero controllati meno frequentemente. Inoltre, il fallimento del sistema sanitario cooperativo limitò i fondi disponibili per la formazione continua dei medici scalzi, ostacolando così la loro capacità di fornire adeguati servizi preventivi e di cura. I costi aumentarono, dissuadendo alcuni pazienti dall'ottenere le cure mediche necessarie. Se i pazienti non potevano pagare i servizi ricevuti, la responsabilità finanziaria ricadeva sugli ospedali e sui centri sanitari comuni, creando in alcuni casi ingenti debiti.
Di conseguenza, nell'era della modernizzazione post-Mao, le aree rurali furono costrette ad adattarsi a un ambiente sanitario in evoluzione. Molti medici scalzi iniziarono a lavorare autonomamente, operando a pagamento e facendo pagare i farmaci. Ma presto gli agricoltori chiesero servizi medici migliori a mano a mano che i loro redditi aumentavano, non avendo quindi più bisogno dei medici scalzi e andando direttamente nei centri sanitari comuni o negli ospedali di contea. Diversi medici scalzi lasciarono la professione medica dopo aver scoperto che potevano guadagnarsi da vivere meglio con l'agricoltura e i loro servizi non vennero sostituiti. Anche i capi delle brigate, attraverso le quali veniva somministrata l'assistenza sanitaria locale, ritenevano che l'agricoltura fosse più redditizia e molti di loro lasciarono il lavoro. Molti dei programmi medici cooperativi fallirono. Gli agricoltori di alcune brigate stabilirono programmi di assicurazione sanitaria volontaria ma avevano difficoltà a organizzarli e gestirli.
Gli operatori sanitari cinesi di base si mantennero facendosi pagare per le iniezioni e vendendo medicinali. Ciò portò a un grave problema di diffusione delle malattie attraverso la sanità poiché i pazienti ricevevano troppe iniezioni e con aghi non sterilizzati. La corruzione e il non interessamento per i diritti dei pazienti sono diventati gravi problemi nel sistema sanitario cinese.
L'economista cinese, Yang Fan, ha scritto nel 2001 che l'adesione di facciata al vecchio sistema sanitario socialista e l'ignorare deliberatamente e omettere di regolamentare l'attuale sistema sanitario privato è un grave fallimento del sistema sanitario cinese. "Il vecchio dibattio secondo il quale 'la salute è una tipologia di benessere che serve per salvare vite umane e assistere i feriti' è così lontano dalla realtà che la situazione è quasi l'opposto. Il sistema sanitario assistenziale sostenuto da fondi pubblici esiste essenzialmente solo di nome. Le persone devono pagare da sole la maggior parte dei servizi medici. Considerare la salute come ancora una "attività assistenziale" è stato per a lungo uno dei principali ostacoli allo sviluppo di un corretto rapporto medico-paziente e alla legge applicabile a tale rapporto."
Nonostante il declino del sistema sanitario pubblico durante il primo decennio dell'era delle riforme, la salute cinese è migliorata notevolmente come risultato di una nutrizione migliore, specialmente nelle aree rurali, e del recupero del sistema di controllo delle epidemie, che era stato trascurato durante la rivoluzione culturale.

### 2003 - presente
Dalla fine del 2002 all'inizio del 2003 l'epidemia di SARS (sindrome respiratoria acuta grave) è iniziata in Cina e si è diffusa in tutto il mondo. Nelle prime fasi della diffusione della malattia, il governo cinese ha nascosto le informazioni e potrebbe aver contribuito all'ulteriore diffusione della malattia. Inoltre, il sistema sanitario cinese era ancora abbastanza decentralizzato, con una notevole mancanza di supervisione e scarso potenziale di coordinamento rapido. Pertanto, l'epidemia di SARS ha evidenziato la necessità per il governo cinese di iniziare a ristrutturare la propria distribuzione sanitaria.  Un grosso problema segnalato da molti, inclusi Blumenthal (2005) e Yip et al. (2008), è che gran parte della popolazione cinese non ha accesso a un'assicurazione sanitaria a prezzi accessibili.  Come soluzione, il governo cinese prevede di fornire un'assicurazione sanitaria universale a tutti i cittadini entro il 2020. Per avvicinarsi a questo obiettivo, il governo cinese ha avviato un programma di assicurazione sanitaria noto come "nuovo sistema medico cooperativo", che dava principalmente ai residenti cinesi delle zone rurali una copertura assicurativa limitata per le emergenze.  Accanto alle misure assicurative, il governo cinese è tornato agli sforzi di salute pubblica che avevano avuto successo durante la Rivoluzione culturale istituendo centri sanitari comunitari nei quartieri urbani con l'obiettivo di fornire opzioni a prezzi accessibili alle cure ospedaliere.  Dong (2008) menziona anche che la Cina ha lavorato per ripristinare i sistemi medici cooperativi nelle aree rurali spingendo per la creazione di centri sanitari finanziati dallo stato.  Detto questo, alcuni studi, come Dib (2008), hanno dimostrato che la qualità dell'assistenza sanitaria nelle zone rurali varia ancora ampiamente a seconda della ricchezza della regione. Nonostante i dibattiti sull'efficacia del rinnovato sistema sanitario cinese, l'epidemia di COVID-19 del 2019-2020 ha dimostrato che le cose sono cambiate dall'epidemia di SARS del 2003 Nello specifico, il governo cinese ha notificato ai propri cittadini e al resto del mondo i primi casi dell'epidemia molto prima di quanto avvenuto con la SARS nel 2003. Mentre ci sono voluti dai quattro ai cinque mesi per una dichiarazione pubblica sulla SARS dopo il primo caso, ci è voluto solo circa un mese per il COVID-19.  Poiché la loro risposta è stata più rapida, il mercato alimentare ritenuto al centro dell'epidemia è stato chiuso prima rispetto a quello che era stato all'origine dell'epidemia di SARS del 2003.  Oltre a una risposta più rapida, il governo cinese ha istituito rapidamente comitati e consorzi composti da esperti cinesi e internazionali per iniziare a esplorare metodi per combattere l'epidemia.

## Indicatori di salute
Alcune misure utilizzate per indicare la salute includono il tasso di fecondità totale, il tasso di mortalità infantile, la speranza di vita, il tasso di natalità e di mortalità. A partire dal 2017, la Cina ha un tasso di fecondità totale di 1,6 bambini nati per donna, un tasso di mortalità infantile di 10 morti ogni 1000 nati vivi, un tasso di natalità di 13 nascite ogni 1000 persone e un tasso di mortalità di 7 deceduti ogni 1000 persone . Dal 1949, la salute della popolazione cinese è migliorata enormemente. Ci sono parametri relativi alla salute:
|                                                       | 1950  | 1960  | 1970 | 1980  | 1990 | 2000 | 2011 |
| ----------------------------------------------------- | ----- | ----- | ---- | ----- | ---- | ---- | ---- |
| Speranza di vita                                      | 41.6  | 31.6  | 62.7 | 66.1  | 69.5 | 72.1 | 75.0 |
| Tasso di fecondità totale                             | 5.3   | 4.3   | 5.7  | 2.3   | 2.5  | 1.5  | 1.7  |
| Tasso di mortalità infantile                          | 195.0 | 190.0 | 79.0 | 47.2  | 42.2 | 30.2 | 12.9 |
| Tasso di mortalità sotto i 5 anni/Mortalità infantile | 317.1 | 309.0 | 111  | 61.3  | 54.0 | 36.9 | 14.9 |
| Tasso di mortalità tra le madri                       |       |       |      | 164.5 | 88.0 | 57.5 | 26.5 |

- dati da www.gapminder.org.[23]

In generale, tutti gli indici hanno mostrato un miglioramento, tranne il calo avvenuto intorno al 1960 dovuto al fallimento del Grande balzo in avanti, che ha portato alla fame di decine di milioni di persone. Dal 1950 al 2012, l'aspettativa di vita è quasi raddoppiata (41,6-75,1). Il tasso di fertilità totale è passato da 5,3 a 1,7, principalmente a causa della politica del figlio unico. Il tasso di mortalità infantile e il tasso di mortalità sotto i 5 anni sono diminuiti drasticamente. Sebbene non ci siano dati dal 1963 al 1967, possiamo notare la tendenza. Il divario tra il taso di mortalità infantile e quello di mortalità infantile sotto i 5 anni è diventato sempre più piccolo, il che indica che è stata promossa la salute dei bambini. Il tasso di mortalità tra le madri non è mostrato nel grafico a causa di dati insufficienti, ma è sceso da 164,5 (1980) a 26,5 (2011).

### Politica del figlio unico

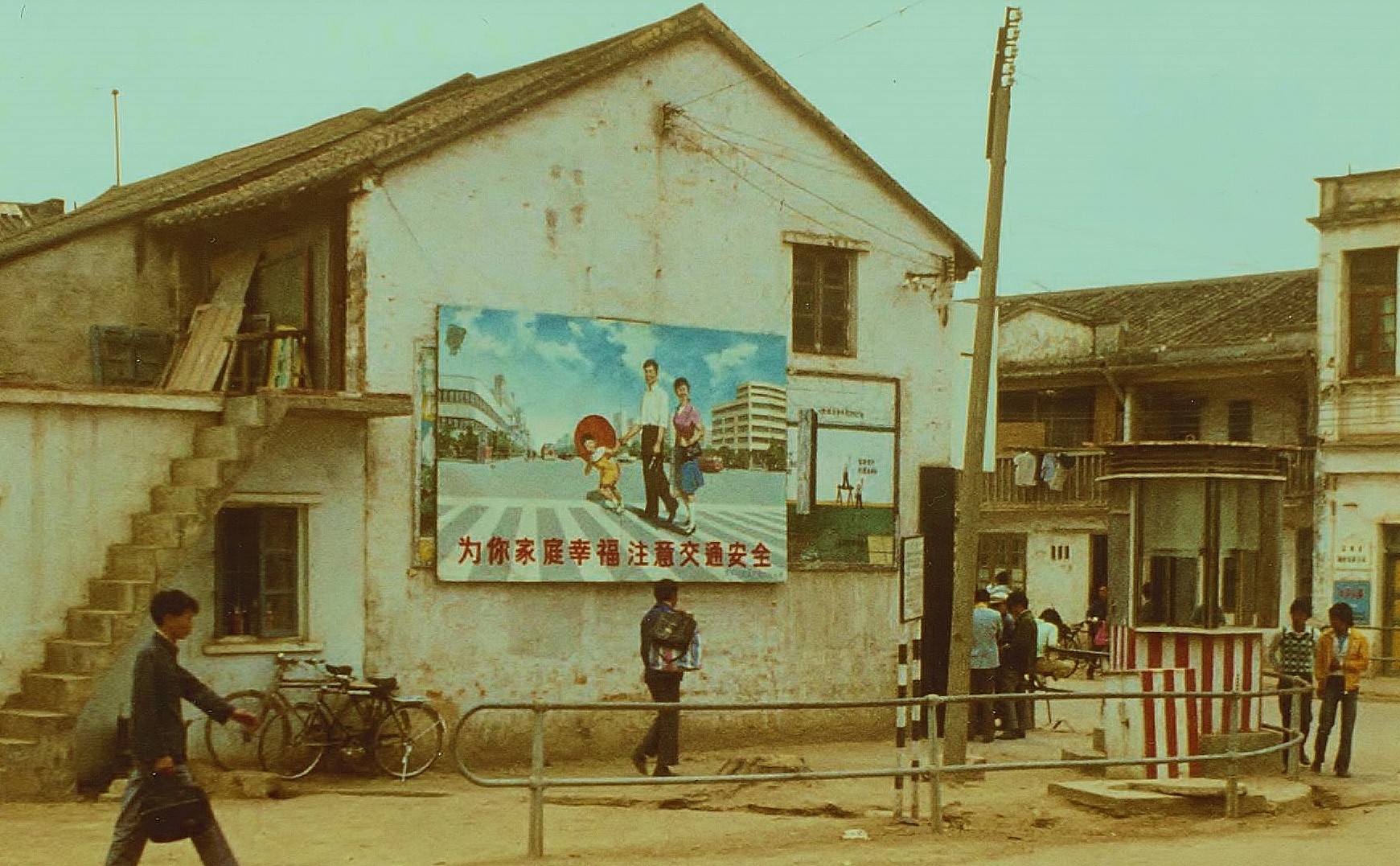
Un poster del 1982 che mostra una famiglia cinese con un bambino

Creata nel 1979, sotto Deng Xiaoping, la politica del figlio unico incentivava le famiglie ad avere figli più tardi e ad avere un solo figlio o rischiava la penalizzazione. La politica del figlio unico era un programma creato dal governo cinese come risposta all'aumento della popolazione durante gli anni '70, che si pensava avesse avuto un impatto negativo sulla crescita economica della Cina. L'implementazione del programma includeva la ricompensa per le famiglie che seguivano il programma, multando le famiglie che si opponevano alla politica, offrendo contraccettivi e, in alcuni casi, aborti forzati.  La politica è stata implementata in modo non uniforme in tutta la Cina ed è stata stabilita più facilmente nelle aree urbane piuttosto che in quelle rurali, a causa degli ideali circa le dimensioni della famiglia e le preferenze di genere. Prima della politica del figlio unico, il governo cinese aveva incoraggiato le famiglie ad avere più figli per aumentare la futura forza lavoro, tuttavia, questa promozione ha fatto aumentare la popolazione della Cina negli anni '70 a un ritmo allarmante. Inoltre, erano stati proposti programmi volontari, che coinvolgono la pianificazione familiare e l'uso di contraccettivi, prima che la politica del figlio unico fosse pienamente applicata.

### Effetti della politica del figlio unico
Nel 2015, la politica del figlio unico di Deng Xiaoping è stata sostituita da una politica di due figli, che ha portato a due il numero di bambini "ammessi". Con questo, gli studiosi hanno iniziato a valutare gli effetti della politica del figlio unico. La politica del figlio unico è riuscita a fermare l'aumento della popolazione cinese e a ridurre sia il tasso di natalità che la popolazione; tuttavia, la dura applicazione della politica ha creato cambiamenti a lungo termine ad alcuni degli indicatori di salute della Cina. Ad esempio, favorire i maschi rispetto alle femmine ha portato a molti aborti forzati, infanticidi e figlie femmine abbandonate che hanno portato a uno squilibrio tra uomini e donne in Cina. Inoltre, i tassi di natalità e il tasso di aumento naturale sono diminuiti in seguito alla politica del figlio unico. Altre conseguenze della politica del figlio unico includono le difficoltà di accesso all'istruzione e al lavoro a causa di una nascita non documentata.
In termini di risultati positivi, come spiegano Zeng e Hesketh (2016), il governo cinese cita la diminuzione del tasso di fecondità derivante dalla politica del figlio unico come fattore determinante per l'aumento rapido del PIL cinese. Tuttavia, Zeng e Hesketh (2016) e Zhang (2017) menzionano anche che altri studiosi sostengono che il tasso di fecondità della Cina sarebbe diminuito man mano che il paese diventava sempre più sviluppato, indipendentemente dalla politica del figlio unico. Zhang (2017) osserva che un risultato positivo predetto dall'avere meno figli era che le famiglie avrebbero investito più soldi e altre risorse nei bambini che avevano, portando a una popolazione più sana e di maggior successo.  Tuttavia, studi di follow-up su questa affermazione hanno esaminato i risultati dell'educazione dei bambini e hanno scoperto che gli effetti della politica del figlio unico sui tassi di istruzione "non erano statisticamente significativi".

### SARS

Grafico che mostra il numero di casi probabili di SARS nel mondo

### Tubercolosi

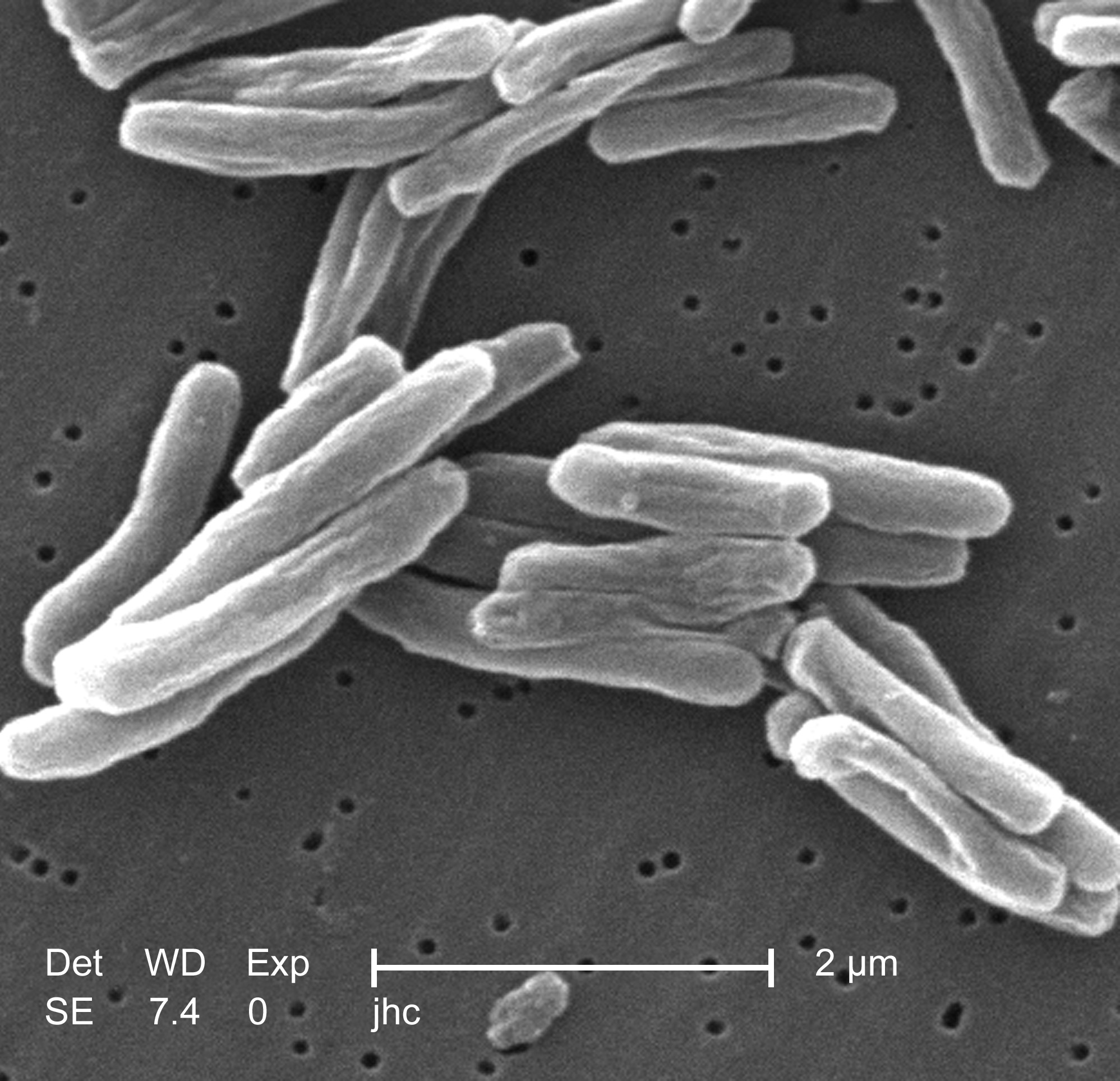
Micrografia elettronica di scansione del Mycobacterium tuberculosis

### Ambiente e Salute

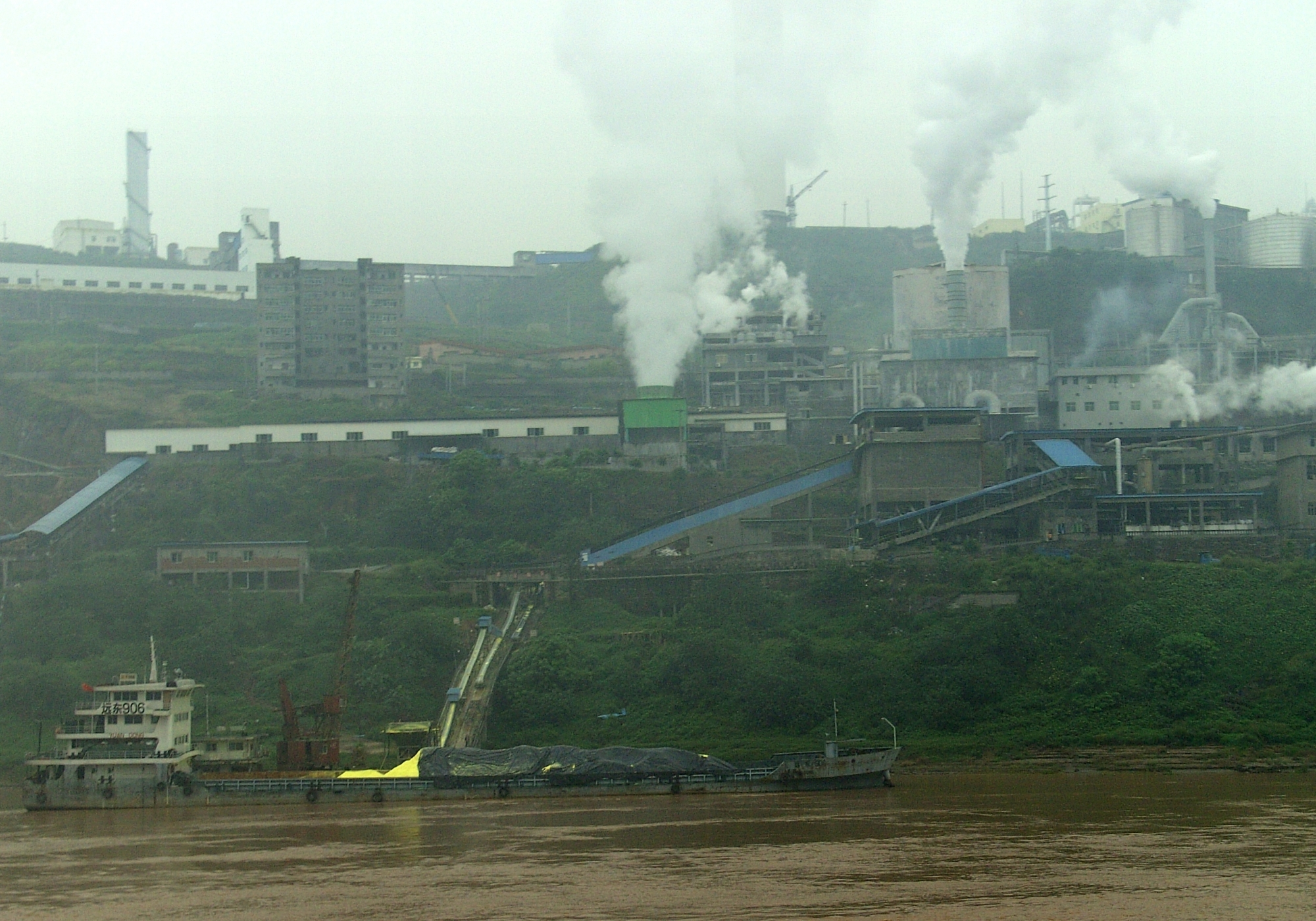
Una fabbrica in Cina lungo il fiume Yangtze, che mostra uno dei fattori che contribuiscono all'inquinamento atmosferico della Cina